# Верхній Бурлук
Верхній Бурлу́к (каз. Жоғарғы Бұрлық) — село у складі Айиртауського району Північноказахстанської області Казахстану. Входить до складу Імантауського сільського округу.
Населення — 217 осіб (2021; 357 у 2009, 453 у 1999, 519 у 1989).
Національний склад станом на 1989 рік:
- росіяни — 58 %.